# Potentilla multijuga
Potentilla multijuga är en rosväxtart som beskrevs av Johann Georg Christian Lehmann. Potentilla multijuga ingår i Fingerörtssläktet som ingår i familjen rosväxter. Inga underarter finns listade i Catalogue of Life.